# GO Весов
GO Весов (лат. GO Librae) — одиночная переменная звезда в созвездии Весов на расстоянии (вычисленном из значения параллакса) приблизительно 724792 световых лет (около 222222 парсеков) от Солнца. Видимая звёздная величина звезды — от +16,5m до +15,5m.

## Характеристики
GO Весов — пульсирующая переменная звезда типа RR Лиры (RR:).